# Metzia lineata
Metzia lineata és una espècie de peix cipriniforme de la família dels ciprínids.

## Morfologia
- Els mascles poden assolir 10 cm de longitud total.[4][5]

## Hàbitat
És un peix d'aigua dolça i de clima subtropical.

## Distribució geogràfica
Es troba a Àsia: Vietnam, la Xina i Taiwan. Ha estat introduït a altres conques de la Xina i del nord de Laos.